# Giuseppe Gazzaniga
Giuseppe Gazzaniga (Verona, 5 de octubre de 1743 - Crema, 1 de febrero de 1818) fue un compositor de ópera italiano.
Fue miembro de la escuela napolitana de compositores de ópera. Compuso música religiosa y un total de 51 óperas. Se le considera uno de los últimos compositores de ópera buffa italiana. Su ópera más conocida es Don Giovanni Tenorio, versión que ocho meses más tarde Da Ponte revisó y amplió para Mozart. La versión de Gazzaniga insistía mucho más en los aspectos más cómicos.
Entre 1761 y 1770 fue alumno de Nicola Porpora en Venecia y más tarde ingresó en el Conservatorio de San Pietro a Maiella de Nápoles, donde fue alumno de Niccolò Piccinni. En 1768 escribió Il Barone di Trocchia, fue estrenada en el Teatro de San Carlos; fue la primera de sus 18 óperas que escribiría en Venecia, donde vivió hasta 1791. Durante esta etapa fue nombrado maestro de capilla en la catedral de Crema.

## Composiciones

### Óperas
- Il barone di Trocchia (libreto by Francesco Cerlone, intermezzo, 1768, Nápoles)
- La locanda (libreto by Giovanni Bertati, opera buffa, 1771, Venecia)
- Il Calandrino (libreto by Giovanni Bertati, opera buffa, 1771, Venecia)
- Ezio (libretto de Pietro Metastasio, opera seria, 1772, Venecia)
- La tomba di Merlino (libreto by Giovanni Bertati, opera buffa 1772, Venecia)
- L'isola di Alcina (libreto de Giovanni Bertati, opera buffa, 1772, Venecia)
- Zon-Zon (L'inimico delle donne) (libreto de Giovanni Bertati, opera buffa, 1773, Milán)
- Armida (opera seria, 1773, Roma)
- Il matrimonio per inganno (opera buffa, 1773, Pavia)
- Il ciarlatano in fiera (libreto de Pietro Chiari, opera buffa, 1774, Venecia)
- Perseo ed Andromeda (libreto de Vittorio Amedeo Cigna-Santi, 1775, opera seria, Florencia)
- L'isola di Calipso (libreto de Giovanni Pindemonte, opera seria, 1775, Verona)
- Il re di Mamalucchi (opera buffa, 1775, Prague)
- Gli errori di Telemaco (libreto de Carlo Giuseppe Lanfranchi-Rossi, opera seria, 1776, Pisa)
- La bizzaria degli umori (ópera buffa, 1777, Bolonia)
- Il marchese di Verde Antico (composto in collaborazione con Francesco Piticchio, ópera buffa, 1778, Roma)
- La vendemmia (libretto de Giovanni Bertati, opera buffa, 1778, Florencia)
- Il re dei pazzi (opera buffa, 1778, Venecia)
- La finta folletto o Lo spirito folletto (opera buffa, 1778, Roma)
- Il disertore (Il disertor francese) (libretto de Ferdinando Casoni, 1779, Florencia)
- Antigono (libretto de Pietro Metastasio, opera seria, 1779, Roma)
- Il ritorno di Ulisse e Penelope (libretto de Giovanni Andrea Monigalia, opera seria, 1779, Roma)
- La viaggiatrice (libreto de Francesco Saverio Zini, opera buffa, 1780, Nápoles)
- Antigona (libretto de Gaetano Roccaforte, opera seria, 1781, Nápoles)
- La stravagante (libreto de Francesco Saverio Zini, opera buffa, 1781, Nápoles)
- Amor per oro (libreto de Cerilo Arcomeno, opera buffa, 1782, Venecia)
- La creduta infedele (libreto de Francesco Cerlone, opera buffa, 1783, Venecia)
- L'intrigo delle mogli (libreto de Giuseppe Palomba, opera buffa, 1783, Nápoles)
- La dama contadina (opera buffa, 1784, Roma)
- Il serraglio di Osmano o le tre sultane (libretto de Giovanni Bertati, opera buffa, 1784, Venecia)
- Tulio Ostilio (libreto de Francesco Ballani, opera seria, 1784, Roma)
- La moglie capricciosa (opera buffa, 1785, Venecia)
- Il finto cieco (libreto de Lorenzo Da Ponte opera buffa, 1786, Viena)
- Circe (libreto de Domenico Perelli, opera seria, 1786, Venecia)
- La contessa di Novaluna (libreto de Giovanni Bertati, opera buffa,  1786, Venecia)
- Le donne fanatiche (libreto de Giovanni Bertati, 1786, Venecia)
- Don Giovanni Tenorio (libreto de Giovanni Bertati, drama giocoso, 1787, Venecia)
- La Didone (opera seria, 1787, Venecia)
- La cameriera di spirito (libreto de Gaetano Fiorio, opera bufa, 1787, Venecia)
- L'amore costante (La costanza in amor rende felice) (libreto de Giovanni Bertati, opera buffa, 1787, Venecia)
- Erifile (opera seria, 1789, Venecia)
- Gli Argonauti in Colco (libreto de Antonio Simeone Sografi, opera seria, 1790, Venecia)
- Idomeneo (libreto de Gaetano Sentor, opera seria, 1790, Padua)
- La disfatta dei Mori (libreto de Giandomenico Boggio, opera seria, 1791, Turín)
- La dama soldato (libreto de Caterino Mazzolà, opera buffa, 1792, Venecia)
- La pastorella nobile (opera bufa, 1793, Fortezza di Palma)
- La donna astuta (opera bufa, 1793, Venecia)
- Il divorzio senza matrimonio ossia La donna che non parla (libreto de Gaetano Sentor, opera buffa, 1794, Módena)
- Fedeltà e amore alla pruova (libreto de Giuseppe Foppa, 1798, Venecia)
- Il marito migliore (libreto de Tomaso Menucci di Goro, opera bufa, 1801, Milán)
- Martino Carbonaro o sia Gli sposi fuggitivi (libreto de Giuseppe Foppa, farsa, 1801, Venecia)

### Música sacra (selección)
- San Mauro Abate (oratorio)
- Sansone  (oratorio)
- I profeti al calvario  (oratorio)
- Missa pro defunctis
- Te Deum laudamus
- Requiem
- Gloria in excelsis Deo
- Kyrie breve
- Credo
- Two different Tamtum ergo
- Stabat Mater (1800)

### Música instrumental (selección)
- Tres conciertos para piano
- Una sinfonía